# Hess-triangeln

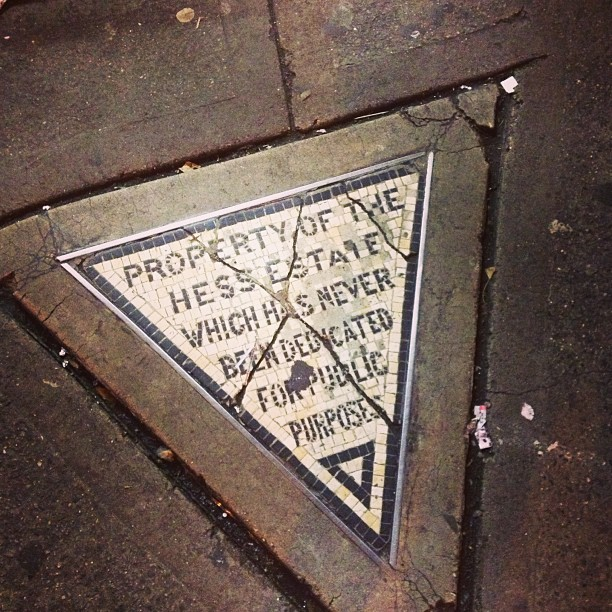
Hess-triangeln.

Hess-triangeln är en triangulär kakelmosaik på en trottoar i West Village, New York, i hörnet av Seventh Avenue och Christopher Street. Den har formen av en likbent triangel med basen 65 cm och sidorna 70 cm, och är den minsta tomten i New York City. Texten på den lyder "Property of the Hess Estate which has never been dedicated for public purposes." (Egendomen tillhör Hess dödsbo och har aldrig upplåtits för allmänna ändamål).
Plaketten är resultatet av en juridisk tvist mellan staden New York och David Hess, en fastighetsägare från Philadelphia som ägde Voorhis, ett fem våningars hyreshus. På 1910-talet tvångsköpte och rev staden 253 byggnader i området med syftet att bredda Seventh Avenue och bygga ut tunnelbanan. Efter flera års kamp tvingades Hess till slut sälja fastigheten. Enligt tidningen Hartford Courant 1928 upptäckte Hess arvingar att staden när den tvångsinlöste Voorhis hade lantmätarna missat detta lilla hörn av tomten. Staden bad familjen att donera egendomen för att användas som del av trottoaren, men de vägrade och placerade istället den nuvarande mosaiken där den 27 juli 1922.